# Vlag van Lebowa

Vlag van Lebowa (1974–1994)

De vlag van Lebowa werd op 5 juli 1974 officieel goedgekeurd. Het blauw in de Lebowa-vlag is lichtblauw en verwijst naar de oneindige lucht en de behoefte aan ontwikkeling en vooruitgang. Het groen staat voor het land en de zonnestraal symboliseert het aanbreken van een nieuwe dag voor de Sotho-natie.
Op 27 april 1994 werd Lebowa, samen met de negen andere thuislanden, herenigd met Zuid-Afrika. Hiermee verviel de vlag.

## Verwante afbeeldingen

Het wapen van Lebowa